# Drakensberg (race)
Pour les articles homonymes, voir Drakensberg.
La drakensberg est une race bovine sud africaine. Elle peut aussi porter le nom de drakensberger en afrikaans.

## Origine
Elle est une race très ancienne issue de la branche zébu de Bos taurus (type Sanga). Elle est présente depuis au moins 1497, puisque Vasco de Gama a mangé un bœuf noir lors de son passage au cap de Bonne-Espérance, échangé contre trois bracelets. Plus tard, lors du grand Trek, quelques familles avaient leur chariot tracté par des bœufs noirs. Ils les nommaient vaderland. Parmi eux, la famille Uys s'installa en route et éleva des bovins de cette race. Les habitants de la région donnèrent alors le nom d'Uys cattle à la race. Ce n'est qu'en 1947 qu'elle prit le nom du massif montagneux du Drakensberg d'où elle vient. 
 En 2006, l'effectif du herd-book est de 14 000 vaches et 5300 taureaux.

## Morphologie
Elle porte une robe noire luisante. Les muqueuses sont plus claires que le poil. (brun chocolat)
La vache pèse 550-700 kg et le taureau 820-1100 kg.

## Aptitudes
C'est une ancienne race multi usage, de la fourniture de lait, viande et cuir à sa force de travail. Aujourd'hui, elle est principalement élevée pour sa viande. Les éleveurs d'origine européenne ont sélectionné les individus pour donner à la race plus de productivité. La viande est renommée. En 1989, une dégustation comparative de sa viande et de celle de races zébuines et européennes la classait en tête sur le plan de la saveur et du juteux de la chair. 
Elle présente une bonne aptitude de résistance à la chaleur et accepte tout type de fourrage, même médiocre. En feed lots, les gains de poids sont importants, donnant une bonne rentabilité.